# Herrenhaus Diedersen

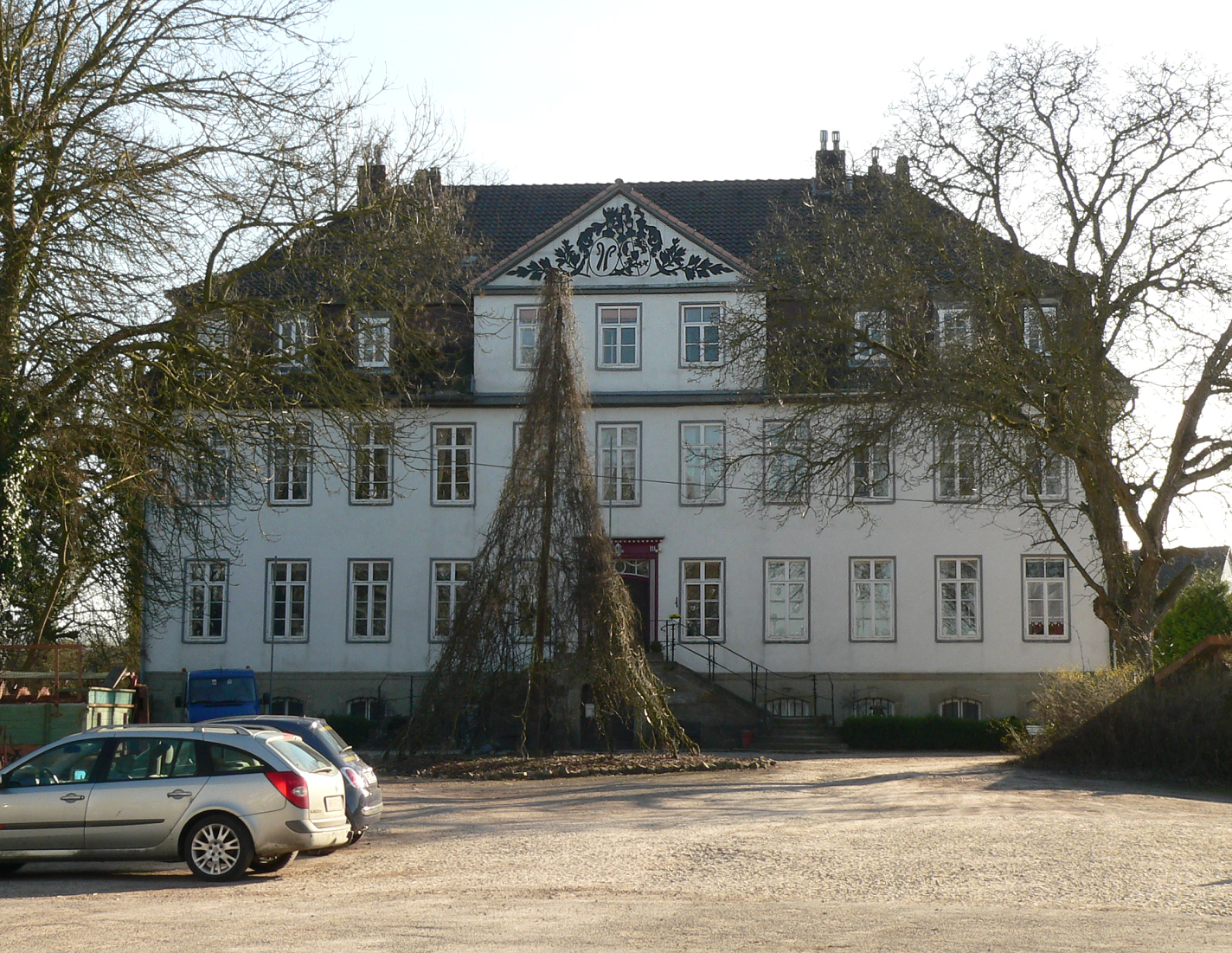
Herrenhaus Diedersen

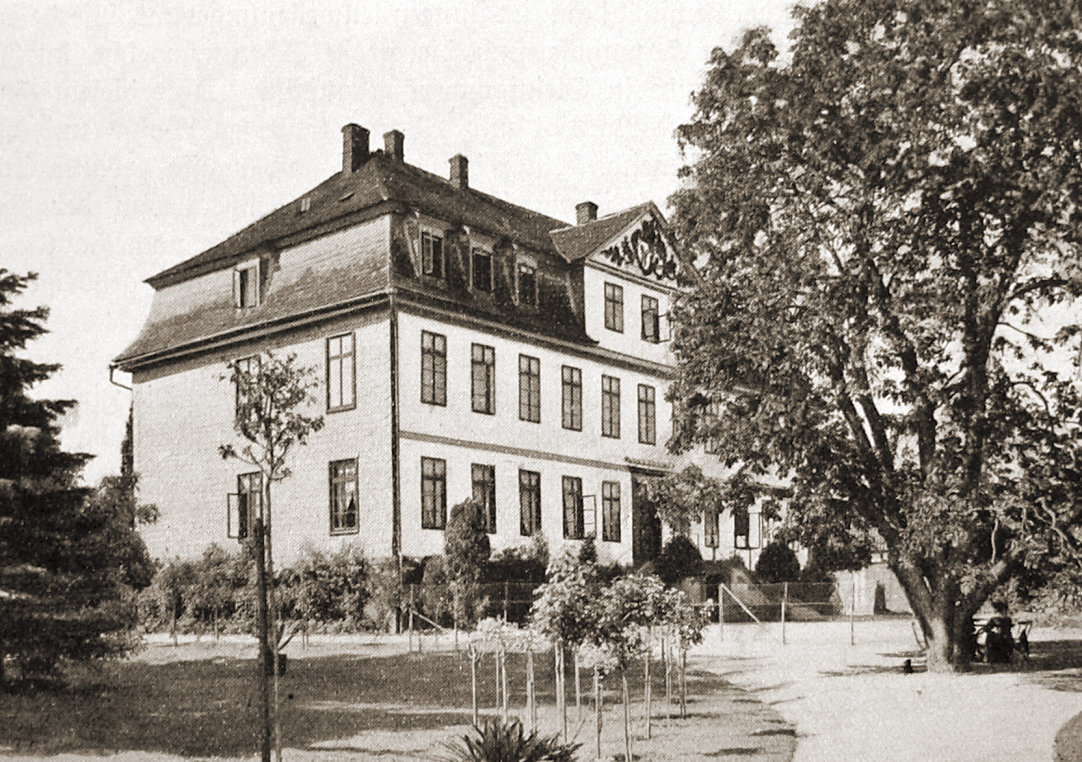
Ansicht um 1912

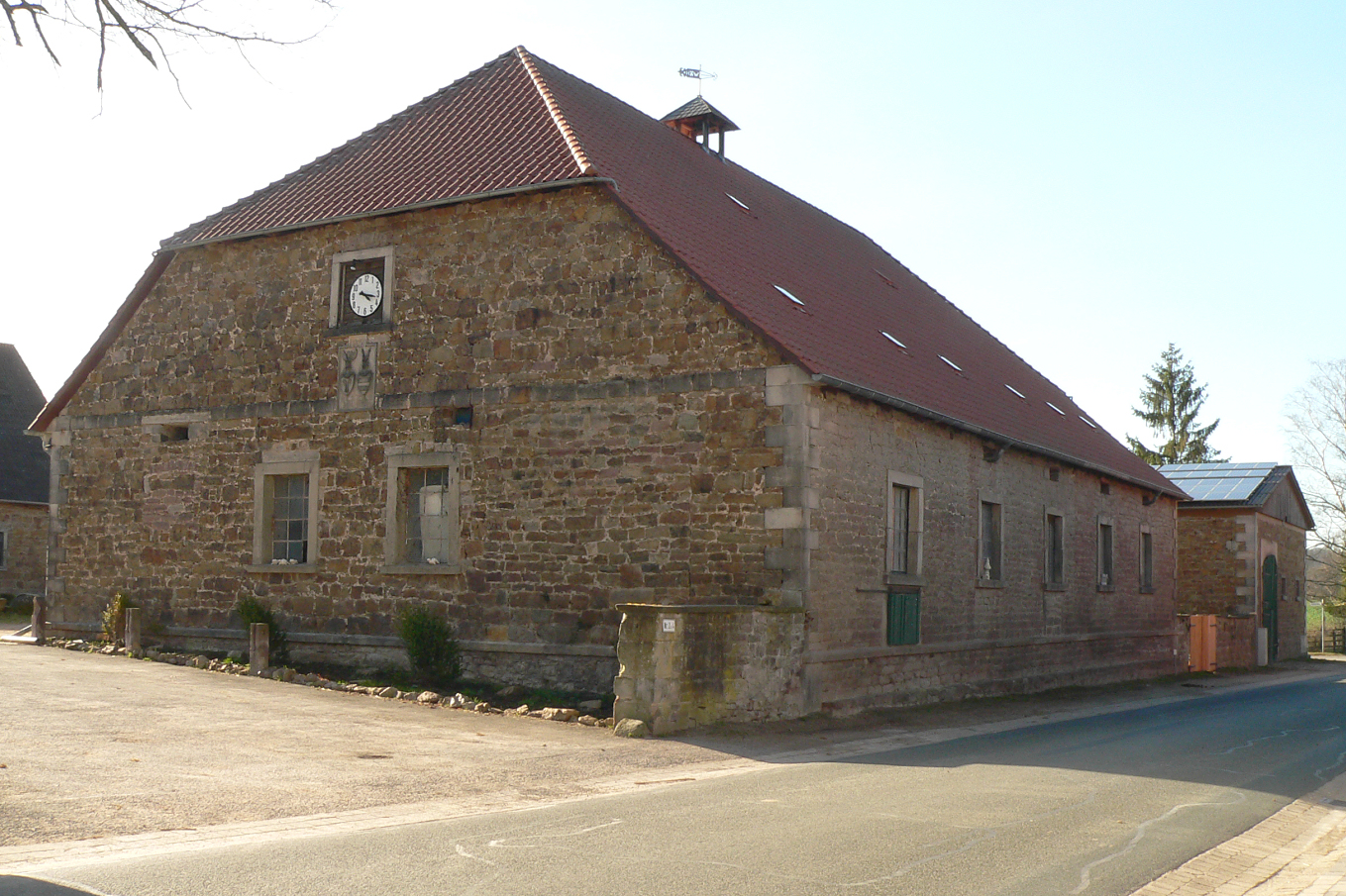
Wirtschaftsgebäude auf dem Gelände des Ritterguts Diedersen

Das Herrenhaus Diedersen befindet sich in Diedersen in Niedersachsen.
Das auch als Schloss bezeichnete Herrenhaus steht auf dem Gelände des Ritterguts (freier Sattelhof) der Familie von Hake, die seit 1557 Besitzer ist.
Das Herrenhaus, das auf ein älteres Wohnhaus (Burg) von 1592 zurückgeht, ist ein 1792/93 errichteter zweistöckiger Fachwerkbau auf Werksteinsockel, mit Mansarddach, belegt mit Sollingplatten. Und das ältere Wohnhaus von 1592 geht wiederum auf eine Vorgängeranlage (Burg mit Wall) aus dem 14. Jahrhundert zurück, die nur halb so groß war als das heutige Herrenhaus. Die ehemaligen Besitzer des alten Rittergutes waren im Hoch- und Spätmittelalter die mit der Familie von Hake verwandten Edelherren von Hastenbeck. Das Gebäude ist mit den drei mittleren Fensterachsen zur Hofseite zwerchhausartig ausgebildet. An der Vorderseite weist es einen von Ranken und Wappen geschmückten Dreiecksgiebel auf.
Neben dem Herrenhaus befinden sich auf dem Gelände des Rittergutes Wirtschaftsgebäude, die vom Ende des 18. Jahrhunderts stammen. Im Waldgebiet des Schecken soll es alte Steinbrüche geben, aus denen Steine für den Bau dieser Wirtschaftsgebäude verwendet worden sein sollen. Neben den Stallungen und Scheunen gab es früher noch eine gutseigene Brauerei sowie eine Brennerei. Zum Gut gehörten außerdem eine Wassermühle und ein Krug. Als der Ritter von Hake noch Landdrost war und die niedere Gerichtsbarkeit innehatte, gab es am Schlossteich ein Gefängnis.
Im Siebenjährigen Krieg plünderten die Franzosen im Verlauf der Schlacht bei Hastenbeck am 26. Juli 1757 das Dorf Diedersen, ermordeten einzelne Bauern, zerschlugen alle Möbel auf dem Rittergut der Familie von Hake und warfen die Registratur auf den Misthaufen.